# Платон Студит
Платон Студийский, или Плато́н Студи́т (735, Константинополь — 5 апреля 813, Константинополь) — православный монах, игумен, родной дядя Феодора Студита. Почитается как преподобный и исповедник. Память в Православной церкви — 5 (18) апреля, в католической — 4 апреля.

## Биография
Платону не было и 13 лет, когда от чумы умерли его родители, и его дядя, главный казначей империи, взял его себе в помощники писарем. Он прекрасно справлялся с своими обязанностями.
Благодаря своему благородному происхождению, добродетелям и умениям, он считался завидным женихом. Но Платон более тянулся к молитве и уединению. Он убедил троих своих братьев посвятить себя Богу и жить в безбрачии.
Раздав бедным всё своё имущество, Платон удалился на гору Олимп в Мизии, на фригийско-вифинской границе (ныне Улудаг), в монастырь в Символех. В монастыре Платон трудился над переписыванием книг и составлением сборников из писаний святых отцов.
По смерти настоятеля монастыря Феоктиста (770) был игуменом. Отказавшись от митрополии Никомидийской, предложенной ему патриархом Тарасием, Платон удалился в пустыню с племянниками своими Феодором Студитом и Иосифом, епископом Солунским, и основал обитель в Сакудионе (782 г.).
В 787 году Платон присутствовал на VII Вселенском соборе. За обличение императора Константина VI, женившегося вторично при жизни первой жены, Платон подвергся тюремному заключению.
По кончине императора Платон был освобождён и поступил в Студийский монастырь в Константинополе, где тогда был игуменом его племянник, Феодор Студит.
При императоре Никифоре в 807 году Платон снова подвергся преследованию и изгнанию.
Возвращённый из изгнания в 811 года, Платон скончался в 813 году.